# Astragalus jejunus
Astragalus jejunus är en ärtväxtart som beskrevs av Sereno Watson. Astragalus jejunus ingår i släktet vedlar, och familjen ärtväxter. Inga underarter finns listade i Catalogue of Life.